# Myrmephytum
Myrmephytum es un género con cinco especies de plantas con flores perteneciente a la familia Rubiaceae.

## Especies
- Myrmephytum arfakianum
- Myrmephytum beccarii
- Myrmephytum moniliforme
- Myrmephytum naumannii
- Myrmephytum selebicum

## Sinonimia
- Myrmedoma